# Канго (Габон)
Канго  (фр. Kango) — город в северо-западной части Габона, на территории провинции Эстуарий. Административный центр департамента Комо.

## География
Абсолютная высота — 30 метров над уровнем моря. Расположен на берегу реки Комо.

## Транспорт
Через город проходит автомобильное шоссе № 1 и Трансгабонская железная дорога.

## Население
По данным на 2013 год численность населения составляет 2147 человек.
Динамика численности населения города по годам:
| 1993 | 2013 |
| ---- | ---- |
| 1100 | 2147 |